# 主祭式自行火炮
AEC Mk.I火炮載具，是一款英國二戰裝甲戰鬥車輛。它安裝了一門QF 6磅反坦克炮。這款自行火炮僅僅在北非戰役（1942－1943年）中服役。

## 名稱
英文別稱較多，有Deacon artillery、AEC Mk I Gun Carrier、Deacon等，中文翻譯為主祭式、黃色惡魔、主教式、祭司式等。

## 歷史
主祭式自行火炮承襲了英軍以教會職務命名自行火炮的傳統。最初于1942年被研發出來用于提供給在北非的英國軍隊一款移動反坦克武器。因此，在AEC鬥牛士中型火炮牽引車的后部安裝了一門6磅炮。它主要用于對抗德軍（尤其是三號坦克）和意大利的裝甲戰鬥車輛。一共制造了175輛。在北非戰役后，剩余的戰車被運到中東，后來賣給了土耳其。
它安裝的6磅炮可以360°旋轉，其它性能都與固定式的6磅炮相同。

## 外部連結
- Deacon with picture （页面存档备份，存于）
- A model of Deacon.